# Cariopsi
Cariopsi és un fruit sec indehiscent propi de la família de les gramínies o Poaceae. En llenguatge corrent les cariopsis s'anomenen grans (de blat, d'ordi, de blat de moro, etc.).
Està format a partir d'un sol carpel (és per tant un fruit monosperm) i no s'obre quan està madur (indehiscent). Se similar a un aqueni però se'n diferencia perquè en la cariopsi el pericarpi és molt prim i adherit a la llavor per la capa anomenada tegument.
Les glumes (un tipus de bràctea) de la flor poden restar adherides a la cariopsi com en el cas de l'ordi (gra vestit) o no com en el blat (gra nu).
La part interna de la cariopsi és rica principalment en midó però també està envoltada de proteïnes i en l'embrió de lípids.